# جیمز آیرس
جیمز آیرس (انگلیسی: James Ayres؛ زادهٔ ۱۸ سپتامبر ۱۹۸۰) بازیکن فوتبال است.
از باشگاه‌هایی که در آن بازی کرده‌است می‌توان به باشگاه فوتبال براینتری تاون اشاره کرد.